# Kim Han-sung
Dans ce nom coréen, le nom de famille, Kim, précède le nom personnel.
Kim Han-sung 김한성 (né le 19 novembre 1981 à Séoul en Corée du Sud) est un joueur professionnel de hockey sur glace.

## Carrière de joueur
Après ses études à l'Université de Corée, il joua une saison avec les Grrrowl de Greenville en Amérique avant de revenir en Asie. Il joue depuis avec les Anyang Halla du Championnat d'Asie de hockey sur glace.
Il représenta aussi la Corée du Sud à quelques reprises dans les Championnats du monde de hockey sur glace, dans les divisions 1 et 2.

## Statistiques

### En club
| Saison    | Équipe                | Ligue        |    | Saison régulière | Saison régulière | Saison régulière | Saison régulière | Saison régulière |   | Séries éliminatoires | Séries éliminatoires | Séries éliminatoires | Séries éliminatoires | Séries éliminatoires |
| Saison    | Équipe                | Ligue        | PJ | B                | A                | Pts              | Pun              | PJ               | B | A                    | Pts                  | Pun                  |                      |                      |
| 2001-2002 | Université Korea      | Corée du Sud |    |                  |                  |                  |                  |                  |   |                      |                      |                      |                      |                      |
| 2002-2003 | Université Korea      | Corée du Sud |    |                  |                  |                  |                  |                  |   |                      |                      |                      |                      |                      |
| 2003-2004 | Grrrowl de Greenville | ECHL         | 32 | 7                | 9                | 16               | 8                | -                | - | -                    | -                    | -                    |                      |                      |
| 2004-2005 | Anyang Halla          | Asia League  | 39 | 14               | 11               | 25               | 35               | -                | - | -                    | -                    | -                    |                      |                      |
| 2005-2006 | Anyang Halla          | Asia League  | 37 | 16               | 9                | 26               | 8                | 4                | 2 | 0                    | 2                    | 0                    |                      |                      |
| 2006-2007 | Anyang Halla          | Asia League  | 34 | 21               | 16               | 37               | 26               | 3                | 1 | 3                    | 4                    | 0                    |                      |                      |
| 2007-2008 | Anyang Halla          | Asia League  | 27 | 6                | 16               | 22               | 34               | 3                | 2 | 0                    | 2                    | 0                    |                      |                      |
| 2008-2009 | Anyang Halla          | Asia League  | 21 | 8                | 5                | 13               | 22               | -                | - | -                    | -                    | -                    |                      |                      |
| 2009-2010 | Anyang Halla          | Asia League  | 15 | 3                | 3                | 6                | 4                | 6                | 0 | 1                    | 1                    | 0                    |                      |                      |
| 2010-2011 | Anyang Halla          | Asia League  | 19 | 2                | 2                | 4                | 2                | 3                | 0 | 1                    | 1                    | 0                    |                      |                      |
| 2011-2012 | Anyang Halla          | Asia League  | 28 | 2                | 3                | 5                | 6                | -                | - | -                    | -                    | -                    |                      |                      |

### En équipe nationale
| Année | Équipe       | Compétition                 |   | PJ | B | A  | Pts | Pun                |  | Résultat |
| 2002  | Corée du Sud | Championnat du monde div. 1 | 5 | 2  | 0 | 2  | 4   | 6e position        |  |          |
| 2003  | Corée du Sud | Championnat du monde div. 2 | 5 | 8  | 6 | 14 | 6   | Médaille d'or      |  |          |
| 2004  | Corée du Sud | Championnat du monde div. 1 | 5 | 0  | 0 | 0  | 0   | 6e position        |  |          |
| 2005  | Corée du Sud | Championnat du monde div. 2 | 5 | 5  | 1 | 6  | 0   | Médaille de bronze |  |          |
| 2007  | Corée du Sud | Championnat du monde div. 2 | 4 | 4  | 0 | 4  | 2   | Médaille d'or      |  |          |
| 2010  | Corée du Sud | Championnat du monde div. 1 | 5 | 0  | 1 | 1  | 2   | 5e position        |  |          |

### Équipes d'étoiles et Trophées
- 2003 : remporta la médaille d'or au Championnat du monde de hockey sur glace, division 2 (Groupe A) avec l'équipe de la Corée du Sud.
- 2005 : remporta la médaille de bronze au Championnat du monde de hockey sur glace, division 2 (Groupe A) avec l'équipe de la Corée du Sud.
- 2007 : remporta la médaille d'or au Championnat du monde de hockey sur glace, division 2 (Groupe B) avec l'équipe de la Corée du Sud.